# Registrar (Museum)
In einem Museum ist der Registrar diejenige Person, die für die Verwaltung der zum Museum gehörenden Sammlungen verantwortlich ist.

## Tätigkeit
Zu den Aufgaben eines Registrars/einer Registrarin gehören die Verwaltung der Sammlungen, ggfs. der Depots und Inventare sowie des Leihverkehrs.
Registrare sind gemeinsam mit den Restauratoren dafür verantwortlich, dass Ausstellungsstücke und Museumsobjekte sachgemäß aufbewahrt und transportiert werden. Das schließt auch die Versicherung der Werke ein.
In der Organisation von Ausstellungen sind die Registrare für die Transportabwicklung und die Sicherheitsbedingungen verantwortlich. Ein weiteres Aufgabenfeld eines Registrars ist es, sich um die museumsspezifischen, verwaltungstechnischen und rechtlichen Belange des internationalen und nationalen Leihverkehrs zu kümmern.

## Voraussetzungen
Um den Beruf des Registrars/einer Registrarin ausüben zu können, benötigt man entweder ein Studium in einem museumsrelevanten Gebiet oder eine Ausbildung als Dokumentar. Erforderliche Voraussetzungen sind Kenntnisse in der Dokumentation, Registrierung sowie Inventarisierung von Ausstellungsstücken. Kenntnisse des Vertrags- und Urheberrechts sind ebenfalls erforderlich, Fremdsprachenkenntnisse eine Grundbedingung des Berufs.
Mögliche Zugangsberufe
- Dipl.-Museologe/Museologin
- Master of Arts – Museum und Ausstellung
- Dokumentar/in – wissenschaftlich